# Rock in a Hard Place
Rock in a Hard Place – siódmy album studyjny zespołu Aerosmith. Wydany w sierpniu 1982 roku. 

## Lista utworów
1. "Jailbait" - 4:38
2. "Lightning Strikes" - 4:26
3. "Bitch's Brew" - 4:14
4. "Bolivian Ragamuffin" - 3:32
5. "Cry Me A River" - 4:06
6. "Prelude To Joanie" - 1:21
7. "Joanie's Butterfly" - 5:35
8. "Rock In A Hard Place (Cheshire Cat)" - 4:46
9. "Jig Is Up" - 3:10
10. "Push Comes To Shove" - 4:28